# Leer (Horstmar)
Leer (plattdeutsch Leer) ist ein Stadtteil der Stadt Horstmar im Kreis Steinfurt in Nordrhein-Westfalen.

## Geographie
Die ehemalige Gemeinde Leer (Westfalen) liegt in der Münsterländer Parklandschaft, die von einem Kontrast von Sandböden und Feuchtgebieten abwechslungsreich geprägt ist.
Der Ort besitzt keine eigene Vorwahl, sondern hat je nach Lage die Vorwahlen der Nachbargemeinden erhalten.

### Ortsgliederung
Seit der Gebietsreform Ende der 1970er Jahre, gehören zu Leer die Bauerschaften Alst, Haltern und Ostendorf.

### Flüsse
Der Leerbach entspringt südöstlich von Leer am Osthang des Schöppinger Berges. Seine Quelle ist als Naturdenkmal ausgewiesen.

## Geschichte

### Namensentwicklung
Urkundlich erwähnt wurde das Bauerndorf erstmals als „Leheri“. Der Ortsname hat dieselbe sprachliche Wurzel wie Leer in Ostfriesland.
Der Name „Hleri“ bedeutet so viel wie „umzäunter (Weide-) Platz“. Er ist westgermanischen Ursprungs und daher mit Sicherheit lange vor der Kirchengründung entstanden. Er zählt zu den so genannten (H)lar-Namen (Laer, Laar, Lahr, Lohr, Wetzlar, Goslar usw.), die in Mittel- und Niederdeutschland weit verbreitet sind und zu den ältesten germanischen Ortsnamenswörtern gehören.
Im Laufe der Jahre veränderte sich dann der Name von Leheri über Liere, Lyer, Lire und Lere schließlich zu Leer.
Bei Ortsfremden kommt es oft zur Verwechslung mit der Nachbargemeinde Laer, die wegen des Dehnungs-e nicht „Läär“ ausgesprochen wird, sondern „Laar“.

### Mittelalter
Der Ort wurde erstmals in einem Heberegister der Abtei Werden, einer Gründung von Bischof Ludger, im Jahre 890 genannt.
Auf dem Amtshof lebten in den Jahren 1206 bis 1466 die oft erwähnten Ritter von Leer. Diese bewohnten die nach dem Rittergeschlecht Gronlo oder Grollo benannte Grollenburg am Rande von Leer, rund 200 Meter von der Kirche im Dorfzentrum entfernt.
Bis zum Anfang des 17. Jahrhunderts blieb das Gut im Besitz der Ritter von Gronlo, die übrigens auch bis zum Jahr 1451 im Besitz des Burgmannshofes im benachbarten Horstmar waren.
Schon im 12. Jahrhundert ist auf dem Grund und Boden des Amtshofes die erstmals 1217 urkundlich erwähnte Pfarrkirche von Leer zu Ehren der heiligen Cosmas und Damianus errichtet worden. Zur gleichen Zeit wurde die (Filial)-Pfarrei Leer von der Mutterpfarrei Schöppingen abgezweigt.

### Eingemeindung
Am 1. Juli 1969 wurde Leer in die Stadt Horstmar eingegliedert.

## Münsterländer Schneechaos
Vom Münsterländer Schneechaos am 25. und 26. November 2005 blieb auch Leer nicht verschont. Mehrmals an diesen Tagen war die Stromversorgung komplett unterbrochen, bis sie dann abends am 26. November 2005 für die meisten Bewohner wieder sichergestellt war. Am 28. November 2005 wurden große Teile Leers dann evakuiert, weil ein Strommast umzukippen drohte.

## Kultur und Sehenswürdigkeiten
In der Liste der Baudenkmäler in Horstmar sind für Leer dreizehn Baudenkmäler aufgeführt.